# ブーン郡 (イリノイ州)
ブーン郡（英: Boone County）は、アメリカ合衆国イリノイ州の北部に位置する郡である。2010年国勢調査での人口は54,165人であり、2000年の41,786人から29.6％増加した。郡庁所在地はベルビディア市（人口25,585人）であり、同郡で人口最大の都市でもある。
ブーン郡は西隣のウィネベーゴ郡と共にロックフォード大都市圏を構成している。またシカゴ大都市圏に隣接している。

## 歴史
ブーン郡は1837年にウィネベーゴ郡から分離して設立された。ケンタッキー州のフロンティアで活躍したダニエル・ブーンに因んで名付けられた。

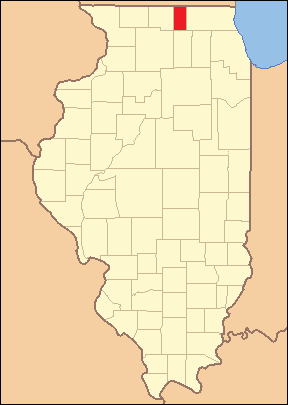
1827年に創設された時のブーン郡領域、現在と変わっていない

## 地理
アメリカ合衆国国勢調査局に拠れば、郡域全面積は282.02平方マイル (730.4 km2)であり、このうち陸地280.72平方マイル (727.1 km2)、水域は1.30平方マイル (3.4 km2)で水域率は0.46％である。

### 主要高規格道路
- 州間高速道路90号線
- アメリカ国道20号線
- イリノイ州道76号線
- イリノイ州道173号線

### 隣接する郡
- ロック郡 (ウィスコンシン州) - 北
- ウォルワース郡 (ウィスコンシン州) - 北東
- マクヘンリー郡 - 東
- デカルブ郡 - 南
- オーグル郡 - 南西
- ウィネベーゴ郡 - 西

## 気候と気象
近年、郡庁所在地であるベルビディア市の平均気温は1月の11°F (-12 ℃) から7月の85°F (29 ℃) まで変化している。過去最低気温は1979年1月に記録された-29°F (-34 ℃) であり、過去最高気温は1936年7月に記録された109°F (43 ℃) である。月間降水量は2月の1.29インチ (33 mm) から6月の4.56インチ (116 mm) まで変化している。

## 人口動態

2000人口ピラミッド

以下は2000年の国勢調査による人口統計データである。
| 基礎データ - 人口: 41,786人 - 世帯数: 14,597 世帯 - 家族数: 11,254 家族 - 人口密度: 57人/km2（149人/mi2） - 住居数: 15,414軒 - 住居密度: 21軒/km2（55軒/mi2） 人種別人口構成 - 白人: 90.09% - アフリカン・アメリカン: 0.90% - ネイティブ・アメリカン: 0.29% - アジア人: 0.50% - 太平洋諸島系: 0.01% - その他の人種: 6.67% - 混血: 1.54% - ヒスパニック・ラテン系: 12.49% 先祖による構成 - ドイツ系：27.9％ - アイルランド系：9.6％ - イギリス系：7.5％ - イタリア系：6.2％ - スウェーデン系：6.1％ - アメリカ人：6.1％ 言語による構成 - 英語：87.9％ - スペイン語：11.1％ - モン語：1.5％ | 年齢別人口構成 - 18歳未満: 29.8% - 18-24歳: 7.7% - 25-44歳: 29.9% - 45-64歳: 22.0% - 65歳以上: 10.7% - 年齢の中央値: 34歳 - 性比（女性100人あたり男性の人口） - 総人口: 100.2 - 18歳以上: 97.6 世帯と家族（対世帯数） - 18歳未満の子供がいる: 40.1% - 結婚・同居している夫婦: 64.2% - 未婚・離婚・死別女性が世帯主: 8.7% - 非家族世帯: 22.9% - 単身世帯: 19.0% - 65歳以上の老人1人暮らし: 8.0% - 平均構成人数 - 世帯: 2.84人 - 家族: 3.24人 収入と家計 - 収入の中央値 - 世帯: 52,397米ドル - 家族: 59,305米ドル - 性別 - 男性: 41,992米ドル - 女性: 25,695米ドル - 人口1人あたり収入: 21,590米ドル - 貧困線以下 - 対人口: 7.0% - 対家族数: 5.1% - 18歳未満: 8.7% - 65歳以上: 5.8% |

学生・生徒の人口がおよそ5,000人であり、そのうち3,000人は定員1,800人の高校生である。2008年、ベルビディア高校の定員オーバーを解消するために、ベルビディア北高校が開校した。

## 郡区
ブーン郡は下記9つの郡区に分割されている。
| - ベルビディア - ボーナス - ブーン - カレドニア - フローラ | - レロイ - マンチェスター - ポプラグローブ - スプリング |

## 都市と町
- ベルビディア - 郡庁所在地
- カレドニア
- カプロン
- チェリーバレー（東4分の1のみ）
- ガーデンプレーリー
- ラブズパーク（東端のみ）
- ポプラグローブ
- ティンバーレーン

## 教育学区
- ベルビディア・コミュニティユニット教育学区100
- ハーバード・コミュニティユニット教育学区50
- ハイアワサ・コミュニティユニット教育学区426
- ノースブーン・コミュニティユニット教育学区200
- ロックフォード教育学区205

## 選挙区
- アメリカ合衆国下院議員イリノイ州第16選挙区
- イリノイ州下院第69選挙区
- イリノイ州上院第35選挙区